# Artena inversa
Artena inversa är en fjärilsart som beskrevs av Walker 1858. Artena inversa ingår i släktet Artena och familjen nattflyn. Inga underarter finns listade i Catalogue of Life.